# Extranummer
Ett extranummer är när en artist eller ett band återvänder till scenen för att spela en eller flera låtar utöver den planerade konserten. Extranummer uppskattas ofta av publiken och det är oftast på publikens begäran ett extranummer spelas. Det är väldigt vanligt att extranummer spelas och om en konsert släpps på exempelvis CD och DVD så finns extranumren i regel med där.
En motsvarighet i studentspex kallas omstart (spex).